# Topo da biliardo
Topo da biliardo (Cue Ball Cat) è un film del 1950 diretto da William Hanna e Joseph Barbera. È il cinquantaquattresimo cortometraggio della serie Tom & Jerry.

## Trama
In una sala da biliardo, Tom si mette a giocare inosservato. Jerry intanto sta dormendo dentro a una buca, ma viene svegliato bruscamente dalla palla numero 10, che lo fa andare a sbattere contro altre palle. Jerry arrabbiato esce fuori dalla buca per vedere chi è stato, ma quando scopre che è stato Tom scappa via. Si scatena così una battaglia tra i due utilizzando tutti gli oggetti del biliardo (palle, stecche, triangoli), ma a subire più danni è Tom. Alla fine Jerry si rifugia in una buca e Tom cerca di farlo uscire usando una stecca. Sfortunatamente non si accorge che la punta fuoriesce da una buca dietro di lui, così Jerry lega uno spillo sulla punta della stecca e la muove facendo credere a Tom che lo abbia preso. Tom spinge più in dentro la stecca, pungendosi con lo spillo e saltando in aria per il dolore, cadendo finisce incastrato nella buca. Intanto Jerry prepara con il triangolo tutte le palle del biliardo, ingessa la punta della sua stecca, con cui colpisce la palla bianca, che a sua volta colpisce le altre palle. Dopo il colpo, tutte le palle finiscono in buca tranne la numero 1, che si dirige verso Tom. Jerry corre verso Tom e lo colpisce alla testa, facendogli aprire la bocca; la palla finisce in bocca a Tom, così Jerry ha realizzato una partita perfetta.